# Jeff Stewart (Schauspieler)

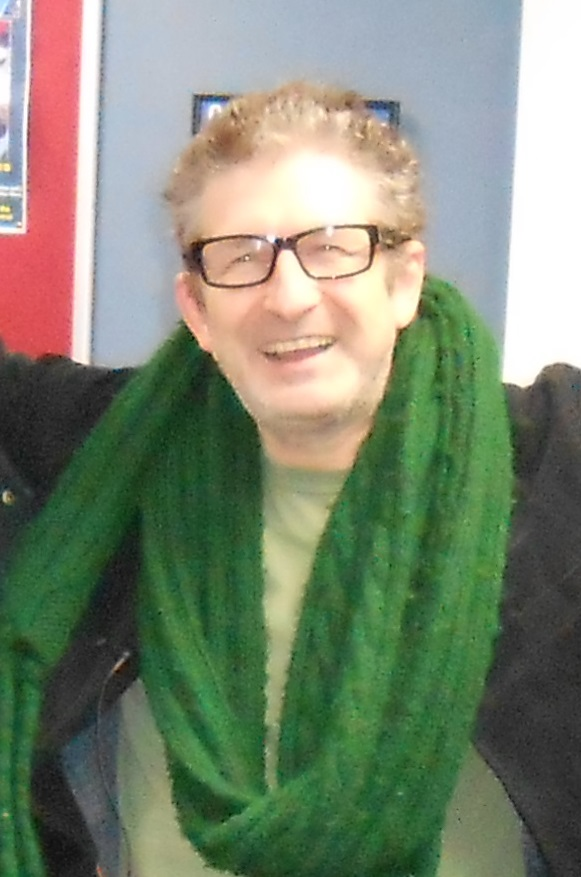
Jeff Stewart (2012)

Stewart „Jeff“ Jeffrey (* 28. Oktober 1955 in Aberdeen, Aberdeenshire, Schottland) ist ein britischer Schauspieler. Nationale Bekanntheit erlangte er durch seine Rolle des PC Reg Hollis in der Fernsehserie The Bill, die er 24 Jahre lang verkörperte.

## Leben
Stewart wurde am 28. Oktober 1955 im schottischen Aberdeen geboren und wuchs ab seinem dritten Lebensmonat in der südenglischen Grafschaft Hampshire auf. Er lebte mit seiner Familie in der Hafenstadt Southampton, wo sein Vater in einer Werft der Fawley-Raffinerie arbeitete. Ab Beginn der 1980er Jahre sammelte er in britischen Fernsehserien erste Erfahrungen als Schauspieler. Von 1984 bis 2008 verkörperte er die Rolle des PC Reg Hollis in insgesamt 1.024 Episoden der Fernsehserie The Bill. Am 8. Januar 2008 unternahm Stewart einen Suizidversuch, in dem er sich die Handgelenke aufschnitt. Grund dafür war, dass seine Rolle bei The Bill gestrichen wurde. Später äußerte er sich, „I love being an actor. My work as an actor is very important to me – it's my life, and the thought of this suddenly changing had an extremely serious effect on me.“ („Ich liebe es, Schauspieler zu sein. Meine Arbeit als Schauspieler ist mir sehr wichtig – es ist mein Leben, und der Gedanke, dass sich das plötzlich ändert, hat mich sehr stark getroffen.“)
Nach seiner Rolle in der Fernsehserie The Bill spielte er in einigen Fernsehserien als Episodendarsteller mit. Es folgten Besetzungen in einer Reihe von Kurzfilmen. 2011 verkörperte er die Rolle des Russlanddeutschen Jakob in dem Film Under Jakob's Ladder. Für seine dortigen Leistungen wurde er auf dem Manhattan Film Festival als bester Schauspieler ausgezeichnet. 2012 stellte er im Tierhorrorfernsehfilm Lake Placid 4 den Deputy Nermal. Außerdem übernahm er im selben Jahr die Darstellung des Charakters Cyril in der Fernsehserie The Third. Auch danach wirkte er in einer Vielzahl von Kurzfilmen mit und übernahm Nebenrollen in Low-Budget-Filmen.
Stewart ist häufig Gast im Chelsea Hotel in New York City. Dadurch entstanden Freundschaften zu einigen ständigen Besuchern. Während eines Besitzerwechsels im Jahr 2011 wurde das Hotel für durchreisende Gäste geschlossen. Er weigerte sich zunächst, zu gehen und schaltete auch die Polizei ein.

## Filmografie (Auswahl)
- 1981: The Nightmare Man (Fernsehserie, 3 Episoden)
- 1981: Crossroads (Fernsehserie, Episode 1x3461)
- 1982: Doctor Who (Fernsehserie, 2 Episoden)
- 1983: Give us a Break (Fernsehserie, Episode 1x01)
- 1983: Reilly – Spion der Spione (Reilly, Ace of Spies, Fernsehserie, Episode 1x08)
- 1983: Angels (Fernsehserie, Episode 9x20)
- 1983: Hi-de-Hi! (Fernsehserie, Episode 5x02)
- 1984: Der Aufpasser (Minder, Fernsehserie, Episode 4x05)
- 1984–2008: The Bill (Fernsehserie, 1.024 Episoden)
- 1985: Lytton's Diary (Fernsehserie, Episode 1x06)
- 1988: Help! (Fernsehserie, Episode 2x04)
- 1996: The Bill: Target
- 2004: TV Burp (Fernsehserie, Episode 3x01)
- 2004: The Bill Uncovered: Des and Reg (Fernsehfilm)
- 2004: The Bill @ 21 (Fernsehfilm)
- 2006: A Dogges Tale
- 2007: The Dame Edna Treatment (Fernsehserie, Episode 1x06)
- 2008: Phlegm Noir (Kurzfilm)
- 2009: Alice & the Bear (Kurzfilm)
- 2009: Dead Man Running
- 2010: Bloody Foreigners (Fernsehserie, Episode 1x02)
- 2010: Tomorrow (Kurzfilm)
- 2011: Under Jakob's Ladder
- 2011: The Skin
- 2012: Child (Kurzfilm)
- 2012: The Third (Fernsehserie, 5 Episoden)
- 2012: The Thompsons
- 2012: Lake Placid 4 (Lake Placid: The Final Chapter, Fernsehfilm)
- 2013: Grey Matter (Kurzfilm)
- 2013: Hot Wings
- 2013: Rubber (Kurzfilm)
- 2013: How to Become a Criminal Mastermind
- 2013: Supremo (Kurzfilm)
- 2013: Blueprint (Kurzfilm)
- 2013: Re-Roll (Kurzfilm)
- 2014: Piano and Soul (Kurzfilm)
- 2014: The Hooligan Factory
- 2014: Will You Kill Me Now? (Kurzfilm)
- 2016: Mob Handed
- 2016: In the Grass (Kurzfilm)
- 2016: Longtails
- 2017: Carlos Gustavo
- 2017: Pastoral (Kurzfilm)
- 2018: On the Run
- 2019: Beyond Fury
- 2019: Lexi (Kurzfilm)
- 2019: A Date with Shillelagh (Kurzfilm)
- 2021: The Road Dance